# Federația de Fotbal din Myanmar
Federația de Fotbal din Myanmar (burmeză:မြန်မာနိုင်ငံ ဘောလုံး အဖွဲ့ချုပ်) este forul ce guvernează fotbalul în Myanmar. Se ocupă de organizarea echipei naționale și a altor competiții de fotbal din stat. Înainte de 1989 era cunoscută ca Federația de Fotbal din Burma.